# TASCAM
A TASCAM a TEAC Corporation leányvállalata, professzionális stúdió-, elsősorban rögzítőberendezések gyártásával, fejlesztésével foglalkozik. A cég központja a kaliforniai Montebellóban található. A TASCAM fejlesztette ki 1979-ben a világ első többsávos kazetta alapú házistúdió-magnóját, a TEAC-144-et. Szintén világelső azon a téren, hogy ezeket a többsávos rögzítőket először gyártotta nagy tömegben, elérhető áron, teljesen megváltoztatva ezzel a házistúdiózás lehetőségeit. Ezekkel a berendezésekkel a zenészek otthoni körülmények között kényelmesen el tudták készíteni akár egy komplett lemezük demó verzióját és a már kidolgozott számokkal tudtak stúdióba vonulni, rengeteg drága stúdióidőt megspórolva. Azoknak a hobbyzenészeknek, akiknek pedig nem volt lehetőségük professzionális stúdióban dolgozni, megnyílt az esélyük a felvételkészítésre. Ezenkívül a cég szalagos stúdiómagnói is nagyon közkedveltek és közismertek a zeneiparban.

## A cég története

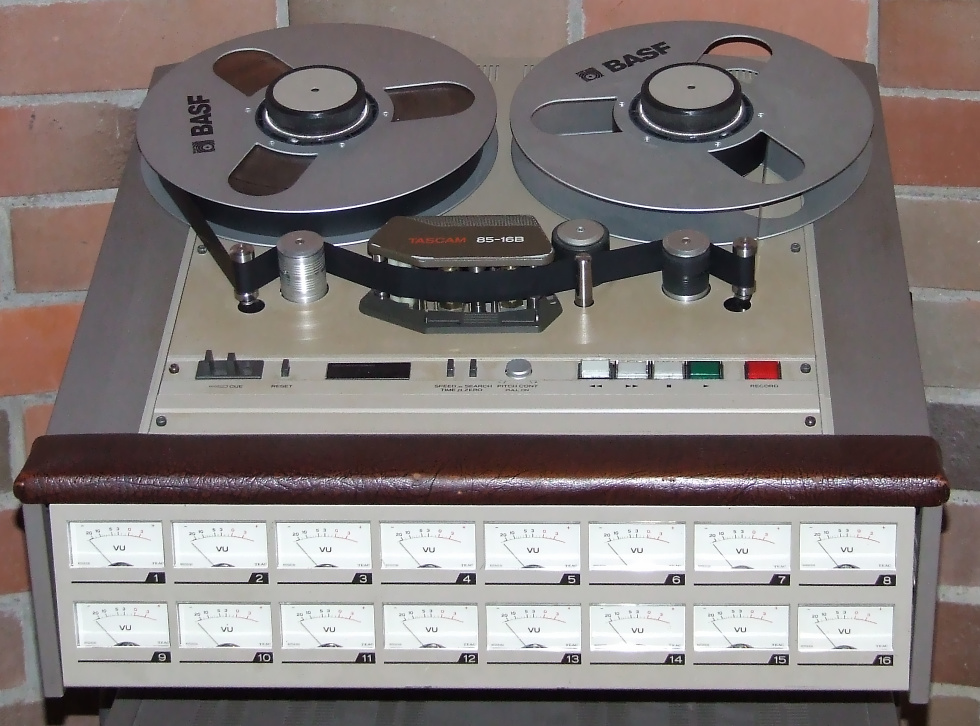
TASCAM 85 16B 16 sávos, analóg szalagos rögzítő

A TASCAM a TEAC kutatási és fejlesztési osztályaként indult, elsősorban a hangstúdió-rögzítéstechnikával kapcsolatos kutatásokat, fejlesztéseket tűzték ki célul. A csoportnak a TASC (TEAC Audio Systems Corp) nevet adták. Dr. Abe Yoshiharu (a TEAC egyik alapítója) és Katsuma Tani (a TEAC vezető fejlesztőmérnöke) bábáskodtak a részleg létrehozásánál, majd 1971-ben létrehozták a TASCAM (TASC America Corp.) leányvállalatot – elsősorban azzal a céllal, hogy piackutatásokat végezzenek a TEAC számára, továbbá segítsék a TEAC cég termékeinek terjesztést az Egyesült Államokban. A TASCAM nevet brandként, márkanévként is használni kezdték, illetve jó néhány TEAC márkanéven forgalmazott terméket is a TASCAM fejlesztett. 1973. március 4-én a TEAC anyavállalat összevonta a két amerikai leányvállalatát, a Tascam Corporation-t és a TCA-t (TEAC Corporation of America) és az utódvállalatot TASCAM néven működtetik.
A TASCAM legelső termékei TEAC márkanéven az 1972-ben bemutatott TEAC-A3340S és a TEAC-A2340S négysávos szalagos rögzítők voltak, az első TASCAM márkanéven megjelent termékek pedig az 1973-ban megjelent TASCAM-M-10-es keverőpult, illetve a TASCAM-70H-X MTR és TASCAM-70H-8 MTR szalagos magnók voltak.

## Nevezetes és az iparágban elismert termékek

### Portastudio és Pocketstudio sorozat

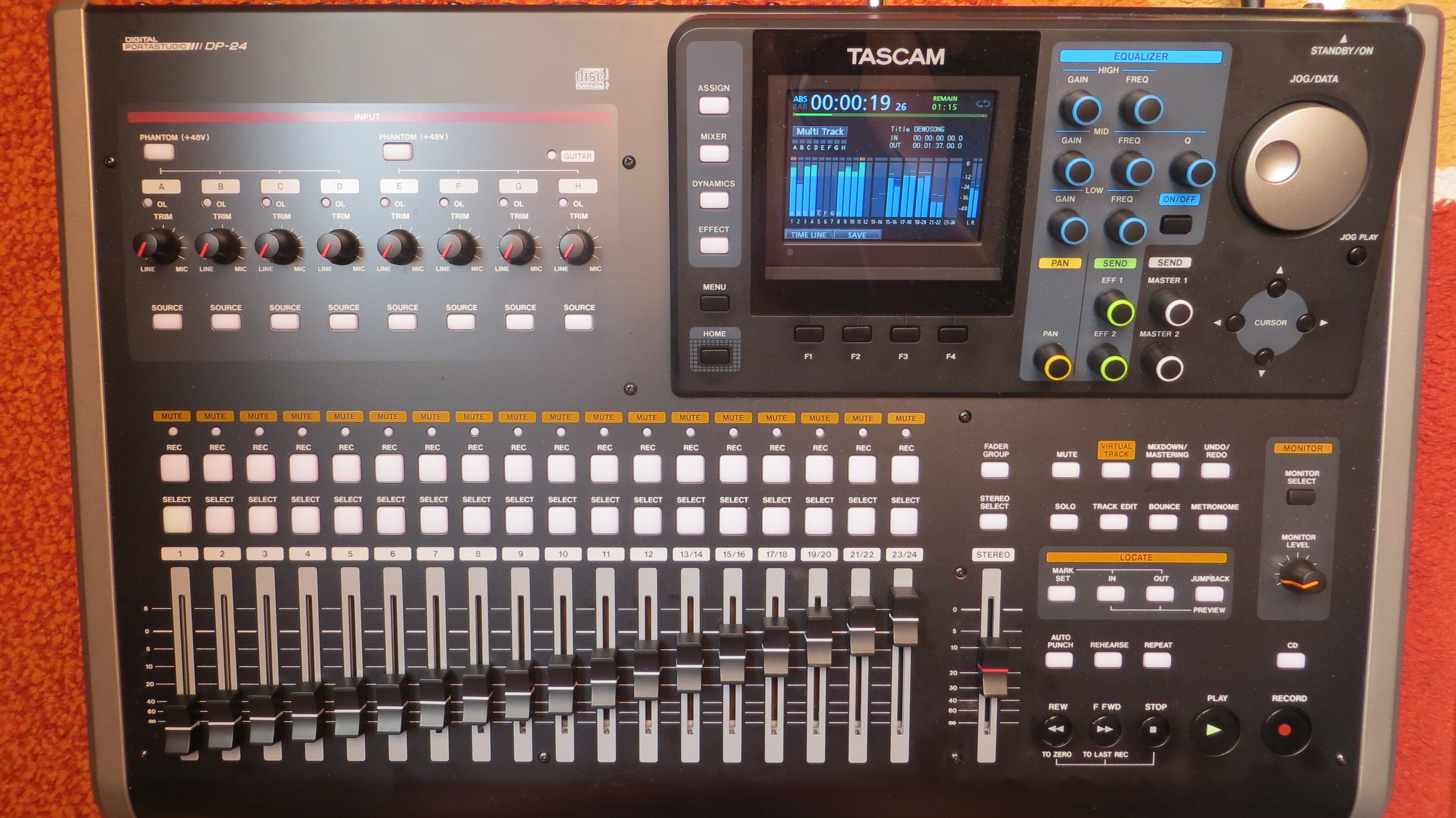
TASCAM DP-24 Portastudio: 24-sávos komplett házistúdió

- TEAC-144 – 1979, a világon elsőként forgalomba hozott CC kazetta alapú, négysávos mágnesszalagos rögzítő,[1] 1982-ben Bruce Springsteen egy ilyen eszközzel rögzítette a Nebraska című lemezét[3][4][5][6]
- Porta One Ministudio – 1984, a világ első, elemmel működő, hordozható stúdió-magnója[7]
- 388 Studio – 1985, a világ első, nyolcsávos 1/4"-os többsávos-rögzítő és keverő kombinációja[7]
- 564 – 1997, az első MiniDisc alapú digitális hordozható stúdió-magnó
- 788 – 2000, világ első, 24 bites, nyolcsávos, merevlemezes hordozható stúdió-magnója
- 2488 – 24 sávos, merevlemezes hordozható stúdió-magnó – 2004-ben a Music Trades Magazine szerint az „Év Terméke”
- DP-02 nyolcsávos, digitális rögzítő – 2008, a Music & Sound Retailer véleményezése szerint a „Legjobb, Új, Többsávos Rögzítő”[8]
- DP-24 és DP-32 Portastudio, 24, illetve 32 sávos komplett házistúdiók – 2014

### Audio recorderek (rögzítők)

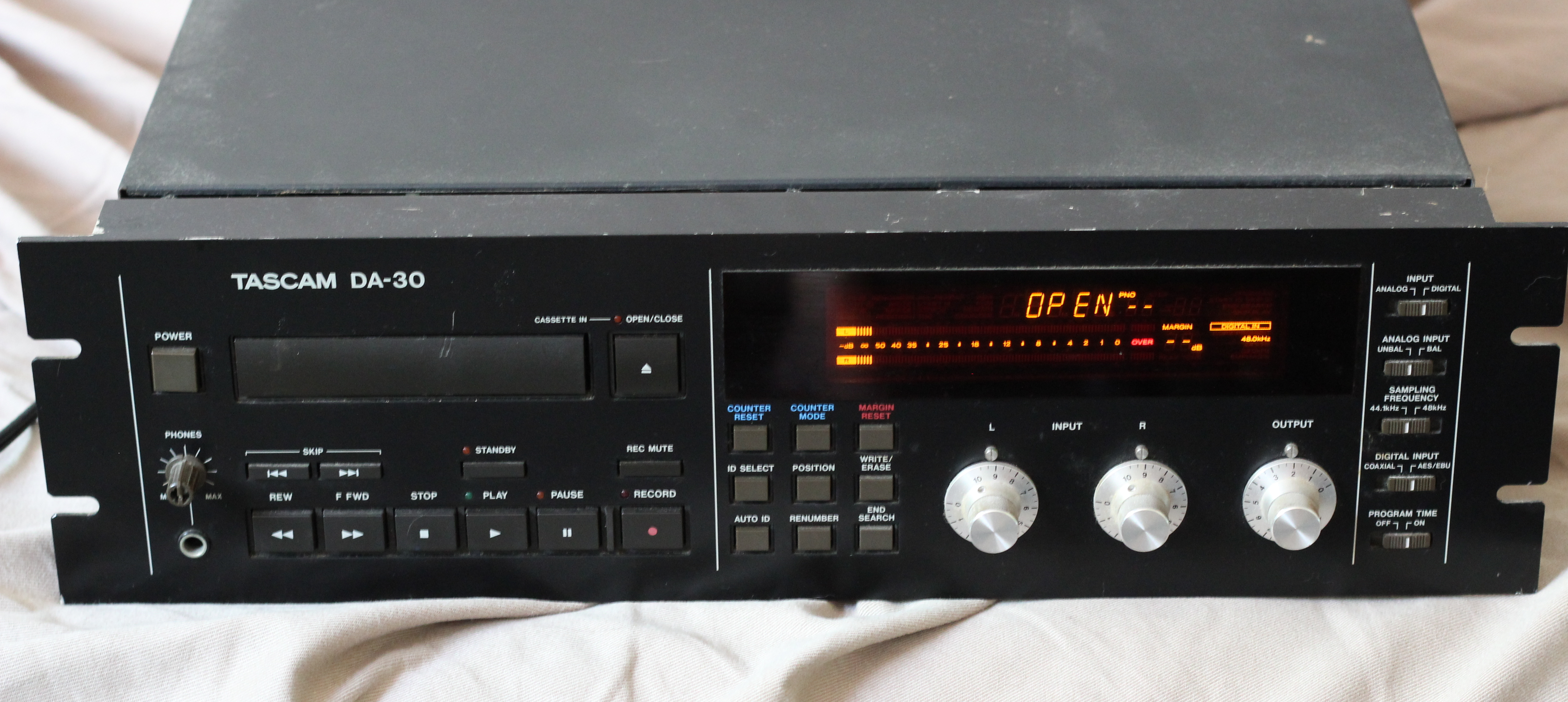
Tascam DA-30 DAT-rögzítő

- DA-50 Pro DAT – 1989, az első DAT-magnó SCMS másolásvédelemmel
- MSR-24 24 sávos 1" orsós magnó
- DA-800/24 DASH 1990, 24 csatornás digitális szalagos rögzítő
- DA-88 DTRS 8 csatornás digitális rögzítő – 1994
- DA-30mkII DAT – 1995
- DA-38 DTRS – 1997
- DA-98 DTRS – 1997
- DA-302 DAT – 1997
- DA-98HR 24 bit DTRS – 1998
- DA-45HR 24 bit DAT, a világ első 24 bites DAT-rögzítője – 1998
- DA-78HR 24 bit DTRS – 1999
- MMR-8 / MMR-16 8/16 csatornás merevlemezes rögzítő– 2000
- MX-2424 24 csatornás 96 kHz merevlemezes rögzítő – 1999
- DS-D98 2 csatornás rögzítő – 2002
- HD-P2 hordozható két csatornás rögzítő – 2006
- DV-RA1000HD DVD és merevlemez alapú két csatornás rögzítő – 2007
- X-48 48 csatornás 96 kHz merevlemezes rögzítő – 2008
- DR-100 2 csatornás rögzítő – 2009
- HS-P82 8 csatornás rögzítő – 2009
- DR-03 hordozható, kézi rögzítő – 2010
- DR-680 8 csatornás, hordozható SD-kártya alapú rögzítő– 2011
- DR-40 Handheld 4 sávos rögzítő– 2012
- DR-60D 4 sávos rögzítő DSLR kamerákhoz – 2013

### Keverők
- M-700 analóg keverő – 1989
- M-3700 analóg keverő  – 1992
- M-2600 analóg keverő  – 1995
- M-1600 analóg keverő  – 1997
- TM-D8000 digitális keverő – 1996

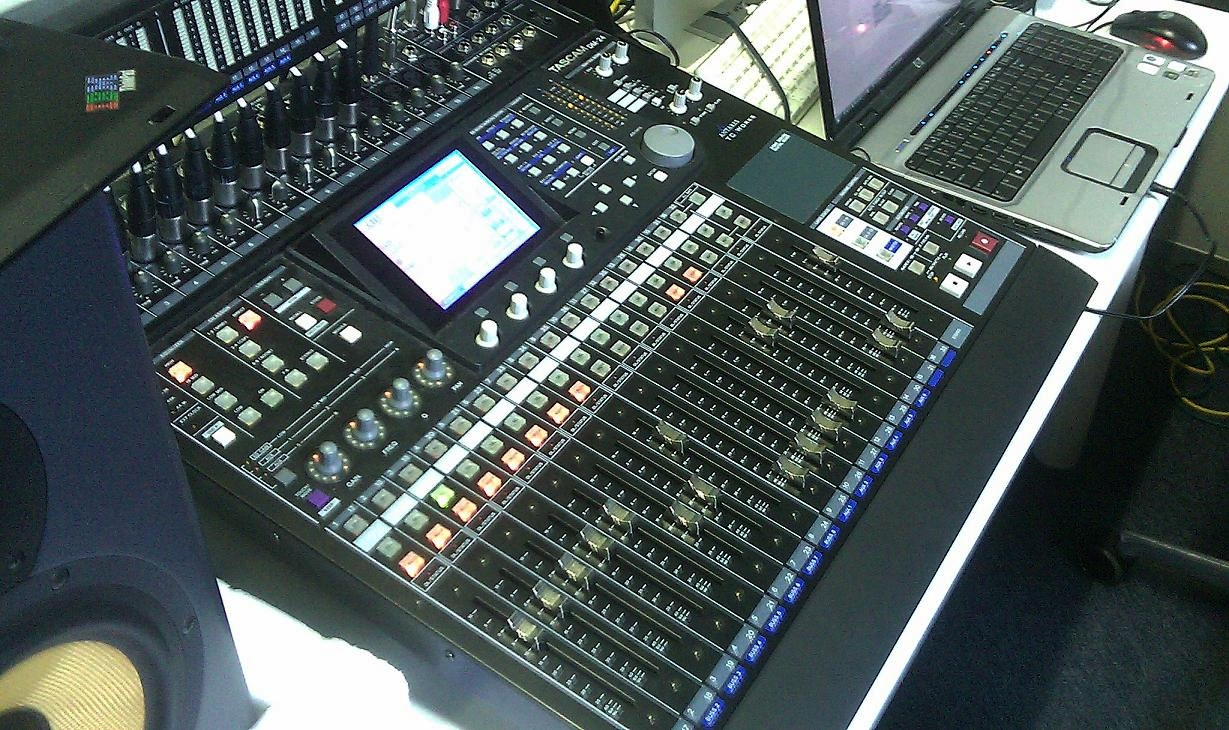
Tascam DM-24 digitális keverő

- X-9 digitális 4 csatornás DJ keverő – 2000
- DM-24 digitális keverő – 2002
- DM-4800 64 csatornás digitális keverő – 2007

### Számítógép audio interfészek és kontrollerek
- US-428 – 2001
- FW-1884 – FireWire – 2003
- US-122 – 2004

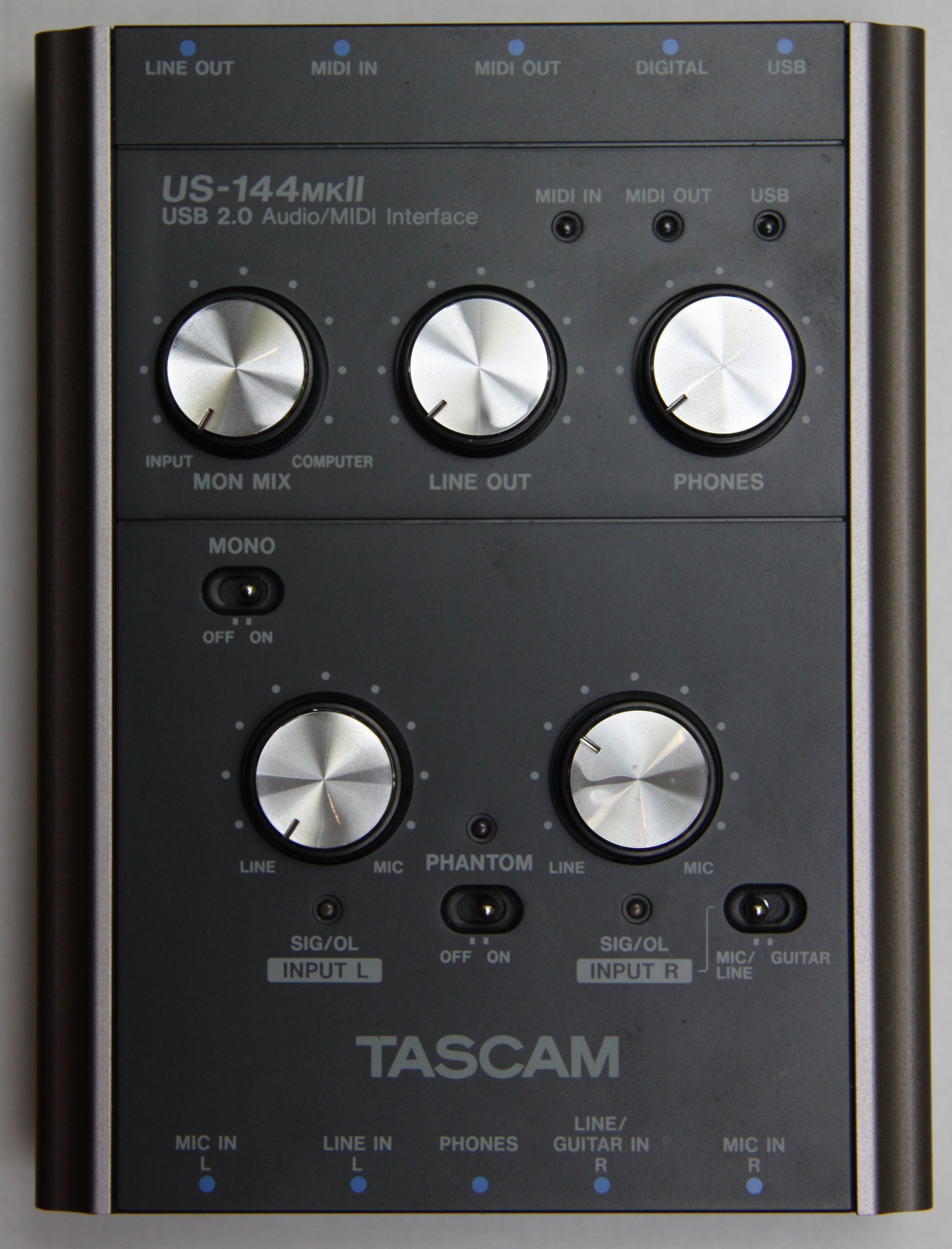
Tascam US-144MKII audio interface

- US-2400 – 24 csatornás USB vezérlő – 2004
- US-322 / US-366 – 2013
- US-144MKII – 2013

### Szoftverek
- Gigastudio 3 sampler

## Fordítás
Ez a szócikk részben vagy egészben  a   TASCAM című angol Wikipédia-szócikk ezen változatának fordításán alapul.  Az eredeti cikk szerkesztőit annak laptörténete sorolja fel. Ez a jelzés csupán a megfogalmazás eredetét és a szerzői jogokat jelzi, nem szolgál a cikkben szereplő információk forrásmegjelöléseként.